# Andens resa, en skapelseberättelse
Andens resa, en skapelseberättelse är en svensk animerad kortfilm från 2011 i regi av Kati Mets. Musiken komponerades av Anna Frank och som berättarröst hörs Gunilla Röör. Den premiärvisades i Sveriges Television den 22 april 2011.